# 가요 에세이
가요 에세이는 대한민국의 방송국 TBC Dream FM에서 매일 오후 4시부터 저녁 6시까지 방송됐던 라디오 프로그램이다. 2017년 12월 31일 자로 13년만에 폐지되었다.

## 소개
창밖을 바라볼 때 음악이 흐른다면, 그 사람과 함께 할 때 음악이 곁들여진다면, 마음이 복잡할 때 음악을 들으면.. 분위기는 훨씬 좋아지고 마음은 한결 가벼워집니다. 음악은 그렇게 사람과 사람 사이를 이어 주고, 내 마음을 위로해 주는 좋은 “선물” 입니다. 매일 오후 4시부터 6시... 여러분께 음악 선물을 드리는 시간, 그리고 음악으로 여유와 행복을 나누는 시간, 함께 합니다.

## 주파수 안내
- 대구,경주,구미 FM 99.3MHz
- 포항,영덕,울진 FM 99.7MHz
- 경북 북부(안동,영주,문경,예천,봉화,의성,상주), 대구권(성서,범물) FM 106.5MHz

## 역대 DJ
- 김윤경
- 이승민
- 김영아
- 이지현

## 코너

### 매일 코너
- 1부 (16:00 ~ 16:30) : 시시콜콜, 끄적끄적
- 2부 (17:30 ~ 17:00) : 에세이 퀴즈 타임, 문자왔수다(월~금/문자참여), 영화.드라마 음악(토/김은경 리포터), 공부합시다(일/이가영 리포터)
- 3부 (17:00 ~ 17:10) : 반갑구만 반가워요(문자참여)

### 요일 코너[1]
- 월요일 : 이번 역은 추억역(행복강사 최민호)
- 화요일 : 전화 데이트 or 에세이 초대석
- 수요일 : LP 이야기 (대중음악 칼럼니스트 강인구)
- 목요일 : 세상에 이런 일도 (리포터 이수정)
- 금요일 : 불금 파뤼 (리포터 예나)
- 토요일 : 신 vs 구 대결
- 일요일 : 그 or 그녀의 리즈 시절

### 4부 코너 (05:30 ~ 06:00)
- 월요일 ~ 금요일 : 사연과 신청곡 (문자참여)
- 토요일 : 맛있는 우리말
- 일요일 : 명곡의 재발견

## 같이 보기
- TBC Dream FM
- SBS 파워FM
- 가요캠프
- 오후의 음악여행
- 붐붐파워